# Anatol Vakhnianyne
Anatol Vakhnianyne (en ukrainien : Анатоль Вахнянин, 1841-1908) né à Sieniawa dans l'actuelle Pologne et mort à Lviv était un auteur, journaliste et homme politique ukrainien.

## Biographie
Après des études à l'Université de Vienne puis à celle de Lviv , il fut membre de la membre de la diète (en) du Royaume de Galicie et de Lodomérie entre 1894 et 1900. Il participait à la création de la Prosvita et en fut le premier président.
De 1867 à 1870 il participait au journal Pravda (Правди), à Lettres des Lumières (Письма з Просвіти) et à Dila (Діла).
En 1903 il participait à la création du conservatoire de Lviv et en fut le directeur.

## Œuvres
Auteur de Учебник географії для шкіл середніх (Manuel de géographie pour les écoles secondaires en 1884), Спомини з життя (Souvenirs de la vie en 1908).
Musicale : d'après Taras Chevtchenko Тяжко, важко в світі жити, (C'est dur, dur de vivre dans le monde), Була колись гетьманщина (Il était une fois un hetmanship).